# (174567) Varda
(174567) Varda – planetoida z grupy obiektów transneptunowych typu cubewano.

## Odkrycie i nazwa
Planetoida została odkryta 21 czerwca 2003 roku przez Jeffreya Larsena w Narodowym Obserwatorium Kitt Peak.
Planetoida została nazwana imieniem Vardy – postaci fikcyjnej z Silmarillionu J.R.R. Tolkiena – istoty nadprzyrodzonej, twórczyni gwiazd świecących nad Śródziemiem. Przed jej nadaniem planetoida nosiła oznaczenie tymczasowe 2003 MW12 i stały numer 174567.

## Orbita
W 2025 roku planetoida znajdowała się w odległości ok. 45,8 au od Słońca, a przejdzie przez peryhelium w 2097 roku. Już po odkryciu udało się ją zlokalizować na wcześniejszych zdjęciach wykonanych począwszy od 19 marca 1980 roku.
W sumie wykonano ponad 700 pomiarów jej pozycji.

## Księżyc planetoidy
W 2011 roku doniesiono o odkryciu księżyca planetoidy na zdjęciu wykonanym 26 kwietnia 2009 roku przez Kosmiczny Teleskop Hubble’a. Ma on średnicę około 326 km i krąży wokół Vardy w odległości około 4800 km w czasie 5,75 dni. W 2014 roku został nazwany Ilmarë, od imienia służebnicy Vardy.